# 富岡大地
富岡 大地（とみおか だいち、1984年10月22日 - ）は、日本の俳優。岐阜県出身。フラッシュアップ所属。
趣味は料理・ゲーム・洋裁。特技はピザ生地のばし・ヒップホップダンス。
趣味の洋裁はファッションデザインから制作まで手掛けている。

## 出演

### テレビCM
- アイフル＜呼び出し編＞（2017年）
- 千寿製薬「マイティア®アルピタットEXα」（2015年）
- ハウス食品「ウコンの力」＜ウコンの力に新しい力篇＞（2014年）
- FANCLヘルスサイエンス「発芽米」＜ダンス（ My、マイ、舞い）篇＞（2015年）
- はるやま商事（2015年）
- ソリトンシステムズ ＜In the Cloud編＞（2014年）
- JRA（2014年）
- パチンコABC（2013年）
- 「かんぽ生命」＜一人ひとりの満足篇＞（2013年）
- 武田薬品「アリナミンV」＜Vタワーからエール篇＞（2013年）
- 牛角＜会社員篇＞（2013年）
- MAZDA「ドライブセンター」（2011年）
- JALカード（2011年）
- SANYO（2011年）

### WEBムービー
- ニトリ　＜My “Feminine" Room＞ ＜My “Vintage" Room＞（2018年）
- NEC「VersaPro UltraLite タイプVM」（2016年）
- パナソニック「Doltz」（2015年）
- 「たったひとつのダイヤモンド　ダイチ&マサト」＊リマーカブルディレクター2014　出品作品（2014年）
- Yahoo！知恵袋＜道場破りをする時の礼儀作法を教えて下さい＞（2014年）
- サムスン「GALAXY」＜GALAXYのある日常＞（2012年）
- 三菱電機（2012年）
- NISSAN「CUBE」（2010年）

### 映画
- 「知らない町」海老原肇役（2014年）
- 短編映画「異し日にて」主人公：大地役（2014年）
- ショートフィルム「時ノカケラ」隆一役（2014年）
- 「U」南健太役（2011年）

### テレビドラマ
- CX「チーム・バチスタ4　螺鈿迷宮」第1話　医者の助手役（2013年）
- EX「緊急取調室」（2013年）
- CX「PRICELESS」第9話　エディ社員役（2012年）
- CX「鍵のかかった部屋」第1話　弁護士役（2012年）
- NHKスペシャルドラマ「坂の上の雲」第3部　陸軍兵士役（2011年）

### 舞台
- 劇団EASTONES「仮面の剣士 LOVE之介」攘夷隊：小林一郎太役（2011年）
- 劇団EASTONES「荒野の三猿」赤鮫の佐太郎役（2010年）
- 劇団EASTONES「幽霊ぷりん」太一役（2010年）

### PV
- 平井堅「いとしき日々よ」（2011年）

### イベント
- 「LION歯磨き大会」MC（2014年・2015年）

### 雑誌
- 光文社「女性自身」（2015年）